# Gom van Strien
Gommarus Adrianus (Gom) van Strien (Geertruidenberg, 10 juni 1951) is een Nederlandse politicus, aanvankelijk voor de Volkspartij voor Vrijheid en Democratie (VVD), vanaf 2009 voor de Partij voor de Vrijheid (PVV). Sinds 7 juni 2011 is hij lid van de Eerste Kamer.

## Biografie
Na de mulo en de hbs studeerde Van Strien natuurkunde aan de Katholieke Universiteit Nijmegen (1970-1976) en daarna bedrijfskunde aan de toenmalige Technische Hogeschool Twente (1976-1978).
Na zijn studies werkte Van Strien bij het Centraal Bureau voor de Statistiek, afdeling energie (circa 1978-1986) en Rijkswaterstaat (circa 1986-1987). Daarna was hij onder andere secretaris, vanaf 1990 directeur, van de faculteit diergeneeskunde van de Universiteit Utrecht (1987-2002) en algemeen directeur van de Universiteit Utrecht Holding BV (2000-2009) en de UMC Utrecht Holding BV (2002-2009). Op 21 februari 2009 werd Van Strien ridder in de Orde van Oranje-Nassau. Bij TrekhaakCentrum.nl BV was hij adviseur van 31 maart 2011 tot juli 2013.

### Politieke loopbaan
Van Striens politieke loopbaan begon bij de VVD. Voor deze partij was hij onder meer voorzitter van de afdeling Alphen aan den Rijn (1984-1988). In oktober 2009 solliciteerde hij bij Geert Wilders naar de functie van kandidaat Eerste Kamerlid voor de PVV, waarvoor de partij een oproep had geplaatst, en werd aangenomen. Hij werd vervolgens lijstduwer voor de Tweede Kamerverkiezingen in 2010; later ook in 2017, 2021 en 2023. Bij de Eerste Kamerverkiezingen van 2011 werd hij door Provinciale Staten in de Senaat gekozen. Vanaf 7 juni 2011 is hij lid van de Eerste Kamer en is hij namens de PVV woordvoerder financiën, vanaf 25 september 2012 vicefractievoorzitter en vanaf 2019 tevens woordvoerder sociale zaken voor die partij. In de Eerste Kamer is hij verder voorzitter van de commissie voor de Verzoekschriften.
In 2015 zei hij in een radio-interview aan de Limburgse omroep L1 dat zowel de Eerste als de Tweede Kamer een "nepparlement" is. Volgens hem houden beide "geen rekening met wat er in een ruime meerderheid van de bevolking leeft".
Na de Tweede Kamerverkiezingen 2023 werd Van Strien op voordracht van de PVV door de Tweede Kamer aangesteld als verkenner in de eerste fase van de kabinetsformatie. Nog voordat hij gesprekken als verkenner ging voeren, trok Van Strien zich uit deze functie terug. Er was publiek gemaakt dat in maart 2023 aangifte tegen hem was gedaan wegens oplichting en omkoping, afkomstig van oud-werkgever Utrecht Holdings. Publiek geld zou volgens Utrecht Holdings en de Universiteit van Utrecht op een laakbare manier via BV-constructies in privé-handen zijn gestroomd. Van Strien verwierp de aantijgingen. De PVV-fractievoorzitter van de Eerste Kamer, Marjolein Faber-van de Klashorst, was van de aangifte op de hoogte gesteld, maar politiek leider Wilders niet. Van Strien had hem bewust niet ingelicht.

### Verder verloop van de kwestie bij Utrecht Holding (UH)
Op 23 juni 2023 vonniste de rechtbank in kort geding dat het bedrijf Uniper B.V. in deze kwestie alle correspondentie of andere (digitale) bescheiden aan de wederpartij diende te verstrekken, op straffe van een dwangsom die kon oplopen tot 2,5 miljoen euro. Op 24 mei 2024 viel de FIOD het woonhuis van de senator binnen met als doel bewijsmateriaal te vergaren in het vooronderzoek dat naar aanleiding van de aangifte is gestart. Er werd niemand aangehouden. In november 2024 deed het gerechtshof van Arnhem uitspraak in hoger beroep van een kort geding tussen UH en de opvolger van Van Strien als UH-bestuurder (een kwestie waar ook Van Strien bij is betrokken). Het hof constateerde dat het er op lijkt dat Van Strien met opzet heeft verhuld dat hij aandelen van een spin-off van zijn universiteit doorspeelde aan zijn vrouw.

## Persoonlijk
Van Strien is getrouwd en heeft een dochter en twee zoons. Hij woont in Arcen. Zijn hobby's zijn genealogie en maritieme geschiedenis.

## Verkiezingsuitslagen
| Verkiezing                    | Partij | Positie | Stemmen |
| ----------------------------- | ------ | ------- | ------- |
| Tweede Kamerverkiezingen 2010 | PVV    | 48      | 1.002   |
| Eerste Kamerverkiezingen 2011 | PVV    | 4       |         |
| Eerste Kamerverkiezingen 2015 | PVV    | 2       |         |
| Tweede Kamerverkiezingen 2017 | PVV    | 50      | 728     |
| Gemeenteraad 2018 in Venlo    | PVV    | 11      | 57      |
| Eerste Kamerverkiezingen 2019 | PVV    | 2       |         |
| Tweede Kamerverkiezingen 2021 | PVV    | 50      | 790     |
| Gemeenteraad 2022 in Venlo    | PVV    | 6       | 55      |
| Eerste Kamerverkiezingen 2023 | PVV    | 2       | 480     |
| Tweede Kamerverkiezingen 2023 | PVV    | 45      | 1.230   |

## Publicaties
- C.G.C.M. de Kort, J.H.M. Stoelinga, G.A. van Strien, P. Wyder: 'High-resolution far infrared spectroscopy of the lower energy levels of Cr 2+ in MgO'. In: Journal of physics. C, Solid state physics, 1980, Vol. 13 (7), p. 1305-1319
- Diverse publicaties op energiegebied (1980-1982)
- Diverse bijdragen aan de Encyclopedie van de Bedrijfseconomie (Kluwer, 1983-1985)
- Ankerkuil- en Staalboomvisserij (1986)
- Genealogie Cuppen (1996)
- Strien voor Strien. Genealogie Van Strien (530 pp.; 4e geheel herziene druk in 2020)
- Diverse uitgewerkte schepenprotocollen 16e en 17e eeuw van Raamsdonk (N.-Br.) en Horst (L.)

Ilse Bezaan · Alexander van Hattem · Ton van Kesteren · Gom van Strien
- Parlement.com: vinxl2kgk5tc
- Virtual International Authority File: 280065359